# Draaischijf (spoorweg)

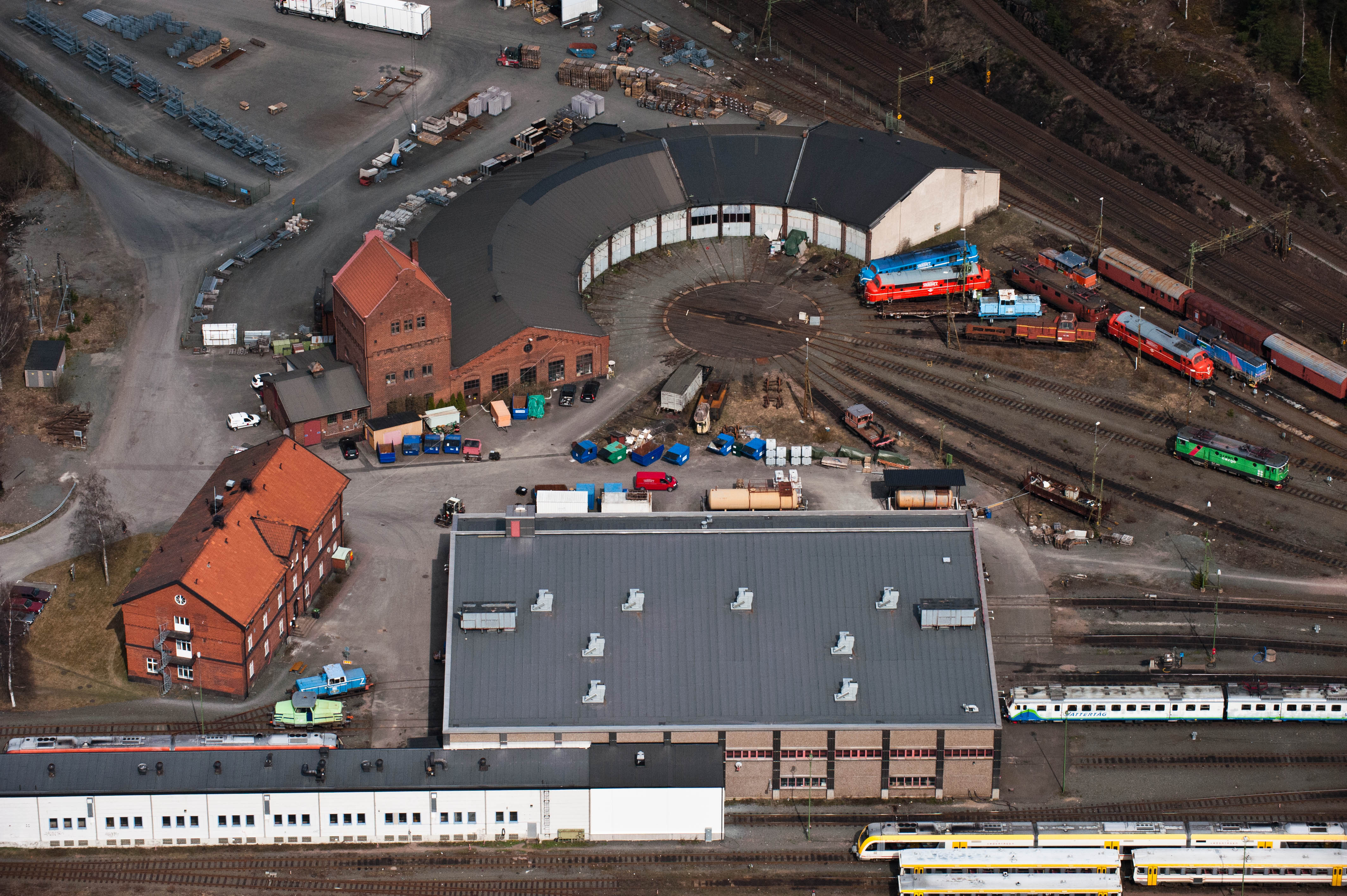
Locomotiefloods met draaischijf in Nässjö, een Zweeds rijksmonument

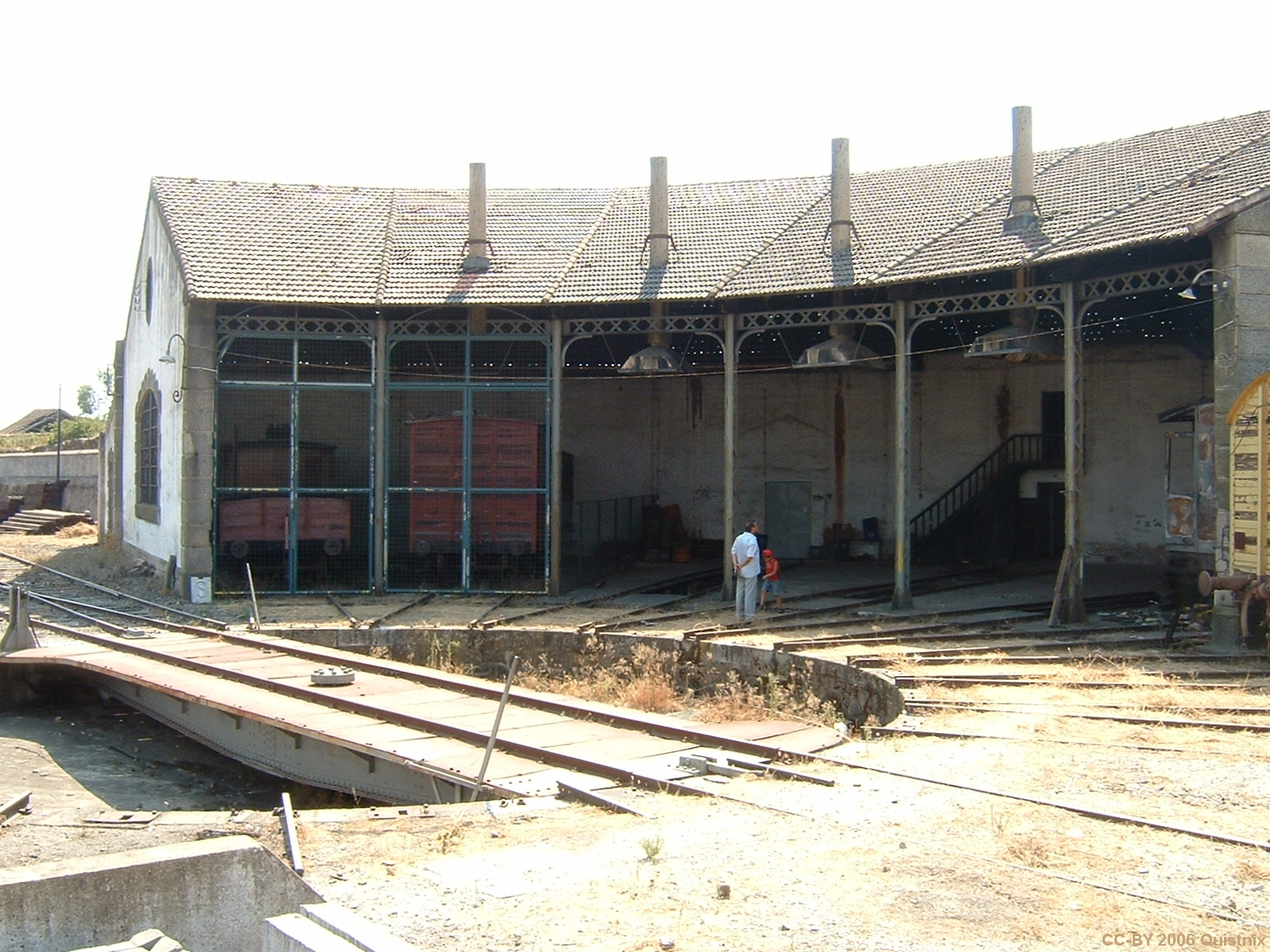
Een draaischijf in Portugal

Een draaischijf is een installatie waarmee binnen een zeer beperkte ruimte spoorwegmaterieel van spoor kan wisselen of kan worden gekeerd. Een draaischijf bestaat uit een ronde kuil, met daarin een draaibare brug die men kan aansluiten op meerdere sporen. De brug steunt met zware stalen wielen op één of twee in de kuil aanwezige gebogen rails en draait precies in het midden om een zwaar lager. De brug is voorzien van twee zware vergrendelingen die ervoor zorgen dat de brug precies passend is vergrendeld aan de aan te sluiten sporen. Pas als de brug vergrendeld is mag het materieel de brug op- of afrijden. Moderne draaischijven zijn voorzien van een eenvoudig systeem van seinen dat gekoppeld is aan die vergrendeling om te voorkomen dat een locomotief door slecht aansluitende sporen ontspoort, of erger, de kuil inrijdt.

## Toepassing
Omdat stoomlocomotieven met een tender – en de meeste zware snelle stoomlocs zijn van dit type – op grond van de spoorwegwet achteruit (dus met de tender voorop) minder snel mogen rijden dan vooruit is het noodzakelijk dat ze gekeerd worden wanneer de trein van rijrichting verandert, bijvoorbeeld op het eindstation. Dat kan met een keerdriehoek of keerlus, maar een draaischijf neemt minder ruimte in. Omdat diesel- en elektrische locomotieven zonder bezwaar in beide richtingen kunnen rijden, zijn met het verdwijnen van de stoomtractie uit het spoorwegbedrijf ook de draaischijven grotendeels verdwenen.
Draaischijven werden vaak toegepast bij (halfronde) locomotiefloodsen en hebben dan een dubbele functie. De schijf dient dan niet alleen om de locomotieven te keren, maar ook om toegang te geven tot de verschillende sporen in de loods. Wordt een locomotief uit de loods gereden, dan kan hij met de draaischijf meteen in de juiste richting worden gedraaid. 
Ook elektrische locomotieven kunnen gebruikmaken van een draaischijf, niet om te keren, maar wel om de loods te kunnen bereiken. Boven de draaischijf en de aansluitende sporen hangt dan bovenleiding in de vorm van een ster. Een enkele draad boven de brug is bezwaarlijk: zo'n draad zou met de brug moeten meedraaien en geeft problemen met de verbinding op de aansluitende sporen. Tijdens het draaien laat men de stroomafnemers zakken.
Vooral bij depots van stoomlocomotieven waren de sporen rondom de draaischijf vaak spekglad door de olie die daar gemorst was. De machinist moest daarom zeer voorzichtig zijn met regulateur en remkraan om doorslippen of doorglijden te voorkomen.

## Aandrijving
Sommige draaischijven hebben een elektromotor, andere moeten met de hand gedraaid worden. Ook elektrische draaischijven kunnen met de hand worden gedraaid, wat nodig is in noodgevallen. Het draaien is zwaar werk en de machinist zal dat dus meestal door de stoker laten doen. Om een zware locomotief met de hand te kunnen draaien is het belangrijk dat het zwaartepunt van de locomotief precies boven het draaipunt van de brug ligt.

## Rolbrug
Daar waar het niet nodig is of was om locs te kunnen keren gebruikte men ook rolbruggen om spoorwegmaterieel op andere sporen te kunnen zetten. Een rolbrug bestaat uit een rechthoekige kuil waarin de brug zich over de in de kuil aanwezige rails en zware loopwielen kon verplaatsen. Rolbruggen waren vaak in gebruik in werkplaatsen voor spoorwegmaterieel. Sommige grotere depots hadden zowel een draaischijf als een rolbrug, bijvoorbeeld in Tilburg.

## Thans nog aanwezige draaischijven

### Nederland

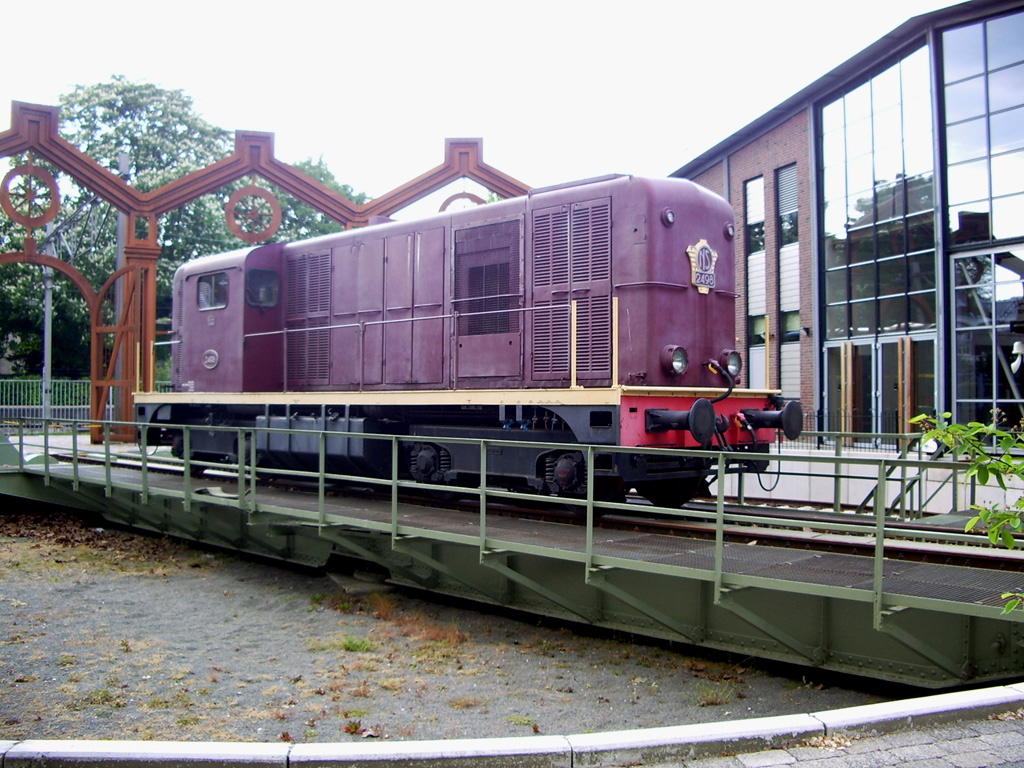
Loc 2498 op de draaischijf van het Spoorwegmuseum (2006)

Op het terrein van de Hoofdwerkplaats Tilburg bevond zich de laatste draaischijf die nog bij de Nederlandse Spoorwegen in gebruik was. Deze schijf uit 1925 is in de jaren tachtig gereviseerd, maar heeft zijn functie verloren toen de werkplaats in 2011 sloot. De overige draaischijven zijn in handen van museumspoorlijnen.
In Nederland zijn bij museumbedrijven draaischijven aan te treffen op onder andere de volgende plaatsen:
- In Bad Nieuweschans is alleen nog de fundering van de voormalige draaischijf aanwezig voor de nog aanwezige locomotiefloods. Het motief van de bestrating toont de toegangssporen naar de Remise (Oude Remise). De Duitse draaischijf aan de zuidzijde van de spoorlijn ter hoogte van de remise is geheel verwijderd.
- Beekbergen (Veluwse Stoomtrein Maatschappij). Afkomstig van Oberhausen Hbf en 23 meter lang.
- Haaksbergen en Boekelo (Museum Buurtspoorweg). De draaischijf in Haaksbergen is afkomstig van Goor en lag daarvoor op Deventer. In Deventer was hij twintig meter lang, maar voor Goor werd hij ingekort. De draaischijf in Boekelo is een wagendraaischijf van Arnhem Goederen.
- Rotterdam-Noord (Stoom Stichting Nederland), 23 meter lang en van Mönchengladbach afkomstig, tussen 1999 en 2003 naar Rotterdam overgebracht.
- Utrecht Maliebaanstation (Nederlands Spoorwegmuseum), afkomstig uit het station van Maagdenburg.
- Stadskanaal (Stichting Stadskanaal Rail), afkomstig uit Tønder, maar voorheen de draaischijf van depot Fredericia. Deze draaischijf is niet in gebruik.
- In Simpelveld (Zuid-Limburgse Stoomtrein Maatschappij) was de aanwezige fundering van de voormalige draaischijf de aanleiding om er een draaischijf afkomstig uit Duitsland in aan te brengen.

Op het terrein van de wagenwerkplaats in Amersfoort zijn twee rolbruggen bewaard gebleven.
Het industriespoor Deventer kende een draaischijf aan het begin van de Bergpoortstraat.

### Europa
In onder andere Duitsland en Frankrijk zijn draaischijven op diverse plaatsen nog in gebruik. Ze worden gebruikt bij locomotiefloodsen waar materieel onderhouden wordt. Een draaischijf kost daar veel minder ruimte dan sporen met wissels. Wel is vaak een rangeerlocomotief nodig, omdat er vaak geen bovenleiding is boven een draaischijf.
Thans wordt een lichte draaischijf nog gebruikt bij spoorfietsbedrijven om de volgorde van de draisines te veranderen en om ze in het eindpunt te keren. 
In Solingen had een tramlijn een eindpunt met een draaischijf. De tram werd opgeheven, maar de krappe situatie niet. Sindsdien keerden er bussen op die schijf.

### Noord-Amerika
In Noord-Amerika komen draaischijven nog veel voor, aangezien daar nog veel locomotieven eenrichtingsmaterieel zijn. Ook de kabeltram van San Francisco kent een draaischijf.